# Queen of Nanaimo
Die Queen of Nanaimo war ein 1964 in Dienst gestelltes Fährschiff der kanadischen Reederei BC Ferries. Sie stand über 50 Jahre lang zwischen Tsawwassen und den Gulf Islands im Einsatz, ehe sie 2017 als Lomaiviti Princess V nach Fidschi verkauft wurde. 2022 ging die Fähre zum Abbruch ins indische Alang.

## Geschichte
Die Queen of Nanaimo entstand unter der Baunummer 104 in der Werft des Victoria Machinery Depot in Victoria und lief am 3. Dezember 1963 vom Stapel. Nach ihrer Ablieferung an BC Ferries im Juni 1964 nahm sie den Fährdienst von Tsawwassen zu den Gulf Islands auf. Im Juli 1964 folgte ihr Schwesterschiff Queen of New Westminster und im Mai 1965 die Queen of Burnaby. Die drei Einheiten bildeten zusammen die Burnaby-Klasse.
1974 (laut einigen Quellen 1969) wurde die Queen of Nanaimo um fast 25 Meter verlängert, was ihre Fahrzeugkapazität von 152 auf 192 PKW erhöhte. 
Am 3. August 2010 rammte das Schiff aufgrund eines technischen Defekts den Anleger in Mayne Island, es gab mehrere Verletzte sowie Schäden an der Fähre und dem Anleger. Am 2. November 2013 wurde die Queen of Nanaimo ebenfalls vor Mayne Island bei schwerer See von ihrem Kurs abgetrieben und rammte einen privaten Anlegeplatz. Verletzte gab es diesmal keine, auch das Schiff erlitt keinen nennenswerten Schaden.
Am 25. Juni 2017 fiel die Queen of Nanaimo wegen eines Ruderschadens kurzzeitig aus, ehe sie am 29. Juni in den Dienst zurückkehrte. Noch im selben Jahr wurde das Schiff ausgemustert und an die Reederei Goundar Shipping nach Fidschi verkauft. Unter dem Namen Lomaiviti Princess V nahm die Fähre im Dezember 2017 den Betrieb von Suva nach Savusavu auf.
Im Mai 2022 wurde die Lomaiviti Princess V nach insgesamt 58 Dienstjahren zum Abbruch verkauft. Am 2. Juni 2022 traf das Schiff bei den Abwrackwerften im indischen Alang ein. Trotz ihres hohen Dienstalters war sie die erste Einheit der Burnaby-Klasse, die zum Abbruch ging.